# 川原慶太郎
川原 慶太郎（かわはら けいたろう）は、日本の放送作家。静岡県三島市出身。情報番組からバラエティ番組、スポーツ、政治まで幅広く番組を手がける。株式会社GOURMAND 代表取締役社長。株式会社カルペディエム・エンタテインメント 取締役。株式会社HEYBEY　代表取締役社長。

## 現在の担当番組
- NEWS ZERO（日本テレビ）
- 日曜報道 THE PRIME（フジテレビ）
- Mr.サンデー（フジテレビ・関西テレビ）
- 所さんの学校では教えてくれないそこんトコロ!（テレビ東京）
- ポシュレ（日本テレビ）
- 女神のマルシェ（日本テレビ）
- バイキングMORE（フジテレビ）
- ワールド極限ミステリー（TBS）

## 過去の担当番組
- ビートたけしのTVタックル（テレビ朝日）
- メレンゲの気持ち（日本テレビ）
- FNN踊る大選挙戦2010（フジテレビ）
- FNNスーパー選挙2009 審判の日（フジテレビ）
- バンクーバーオリンピック2010（テレビ朝日）
- トリノオリンピック2006（テレビ朝日）
- 北京オリンピック2008（テレビ朝日）
- 2006 FIFAワールドカップ（テレビ朝日）
- 2002 FIFAワールドカップ（テレビ朝日）
- 全米オープンゴルフ（テレビ朝日）
- 全英オープンゴルフ（テレビ朝日）
- 情報プレゼンター とくダネ!（フジテレビ）
- 週刊人物ライブ スタ☆メン（フジテレビ・関西テレビ）
- モグモグGOMBO（日本テレビ）
- 徳光和夫の感動再会"逢いたい"（TBS）
- 志村けんのバカ殿様（フジテレビ）
- 明石家マンション物語（フジテレビ）
- ものまねバトル（日本テレビ）
- FBI超能力捜査官（日本テレビ）
- 全国お取り寄せお中元スペシャル（日本テレビ）
- イチ流〜そして男は伝説となった〜（テレビ朝日）
- A（日本テレビ）
- 24時間テレビ 「愛は地球を救う」（日本テレビ）
- わかってちょーだい!（フジテレビ）
- ジュセリーノ緊急来日!未来からの警告SP（日本テレビ）
- ASAYAN（テレビ東京）
- VivaVivaV6（フジテレビ）
- 恋のバカヤロー!（TBS）
- 新説日本ミステリー（テレビ東京）
- くりぃむ世界(秘)特ダネ仰天そのウソ・ホント〜トゥルーマン・ショー〜（日本テレビ）
- たけしの日本教育白書2008（フジテレビ）
- タモリ倶楽部（テレビ朝日）
- 情報エンタメLIVE ジャーナる!（フジテレビ・関西テレビ）
- 志村けんだよ大集合! コントとトーク大放出スペシャル（TBS）
- ifの歴史書〜もしものヒストリー（日本テレビ）
- 池上彰がズバリ解説!これでわかる!日本の大ギモン（テレビ朝日）

ほか多数
- 新報道2001（フジテレビ）
- アフリカの貧しい国 ゾマホンの母国ベナンを救え 〜ビートたけしのお願い〜（テレビ朝日）

ほか